# 中根金作
中根 金作（なかね きんさく、1917年8月28日 - 1995年3月1日）は、「昭和の小堀遠州」と称えられた日本の造園家、作庭家。位階は正五位。

## 略歴
静岡県磐田郡天竜村（現・磐田市）に生まれる。静岡県立浜松工業学校（現・静岡県立浜松工業高等学校）を経て、一時外資系の企業に就職し図案を描いていたが、東京高等造園学校（現・東京農業大学造園科学科）に進学し卒業後の1943年に京都府の園芸技師に任用、文化財保護課課長補佐等を歴任後自主退職した。その後は裏千家学園茶道専門学校講師などを務める傍ら、1966年に中根庭園研究所設立する。その他大阪芸術大学学長・浪速短期大学学長などを歴任した。その間、足立美術館庭園、大仙公園日本庭園、退蔵院余香苑、城南宮楽水苑など、日本国内と海外で300近い庭園を作庭している。受賞多数。1982年第7回日本公園緑地協会北村賞受賞。1995年死去。死没日付をもって正五位に叙された。

## 主な作品

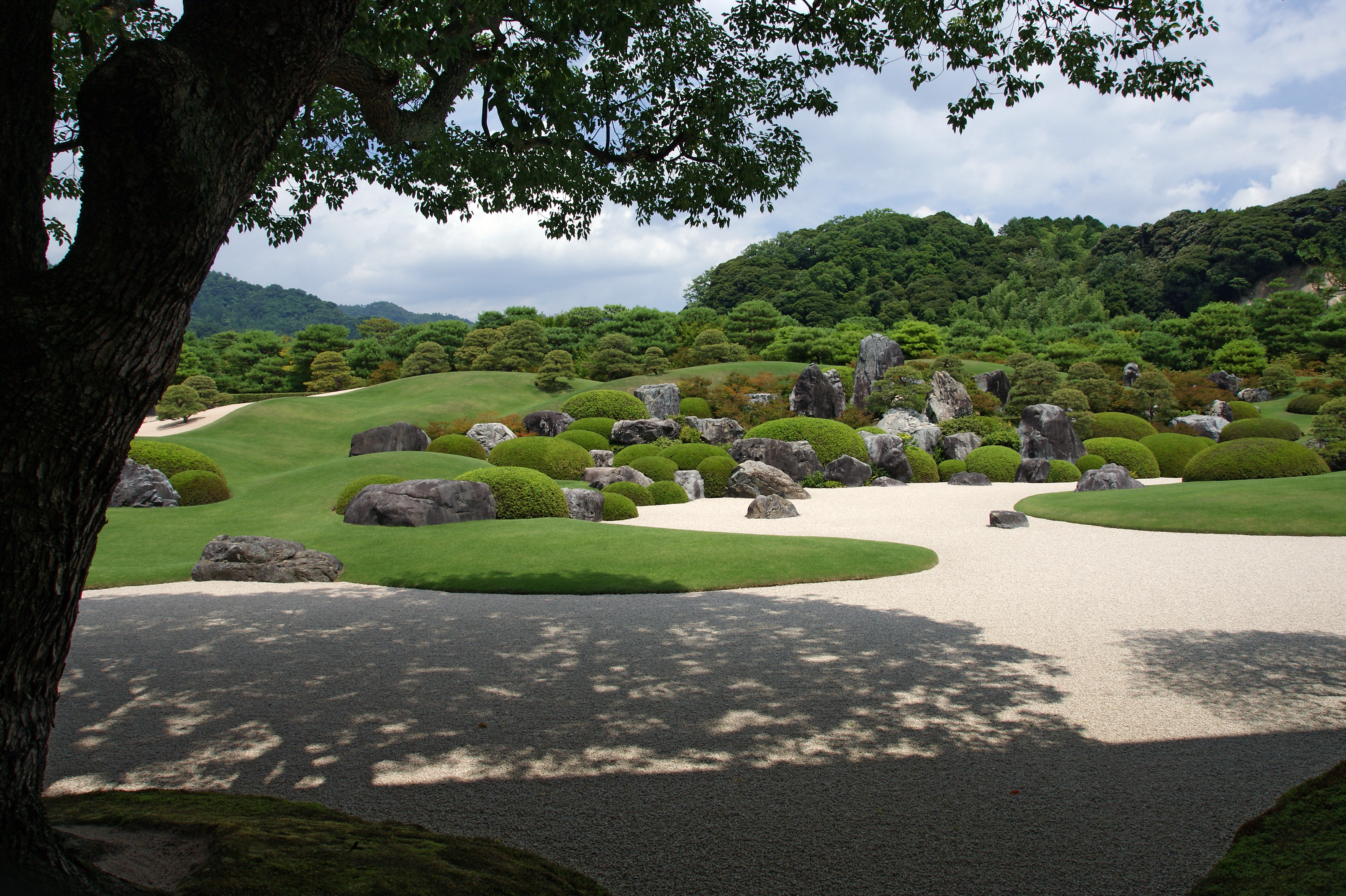
足立美術館庭園

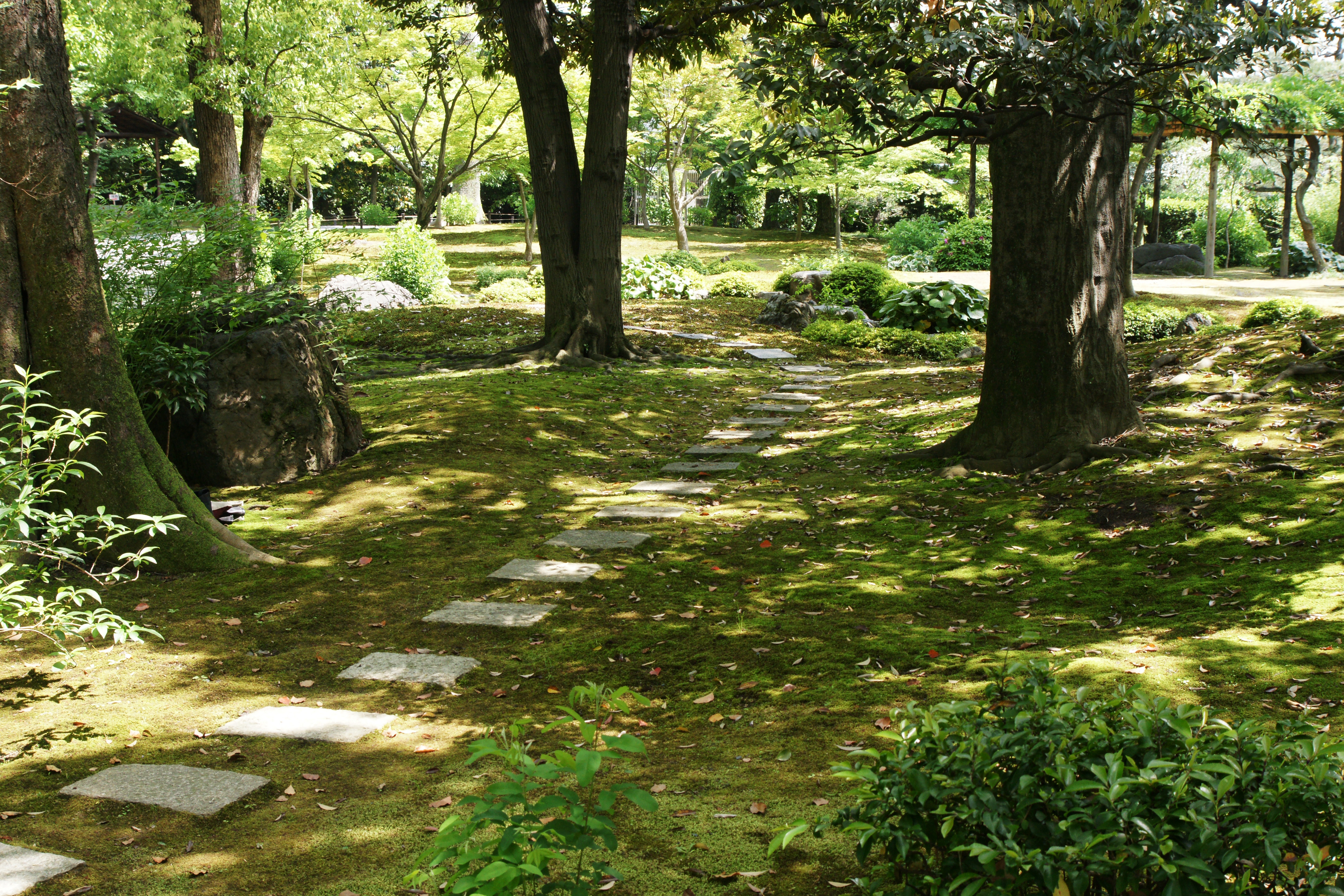
城南宮楽水苑

- 城南宮楽水苑 - 京都市伏見区（昭和29～35年）
- 退蔵院余香苑 - 京都市右京区（昭和38年～41年）
- 讃岐民芸館（表庭と中庭） - 香川県高松市の栗林公園内に所在（昭和40年）
- 常照寺庭園および帯塚- - 京都市北区（昭和44年）
- 足立美術館庭園 - 島根県安来市（昭和44年～47年）
- ジュロン・タウン日本庭園星和園 - シンガポール（昭和45年～46年）
- 陽光美術館内慧洲園 - 佐賀県武雄市（昭和55年）
- 大濠公園内の 日本庭園 - 福岡市中央区（昭和59年）
- ボストン美術館天心園 - アメリカ合衆国ボストン市（昭和59年～62年）
- ジミー・カーター・プレジデントセンター日本庭園 - アメリカ（昭和59～61年）
- 大仙公園内日本庭園 - 大阪府堺市（昭和60～63年）
- 天寿園日本庭園 - 新潟県新潟市（昭和63年）
- 圓城寺庭園「御岳山」- 兵庫県淡路市

## 主な受賞歴
- 日本造園学会賞（1969年）社団法人日本造園学会
- オーストリア国農林省 オーストリア国農林大臣銀賞（1974年）：ウィーン国際園芸博覧会
- 全オーストリア園芸協会 金賞（1974年）：ウィーン国際園芸博覧会
- 東京農業大学 造園大賞（1981年）：ジュロン日本庭園等
- 日本公園緑地協会 公園緑地北村賞（1982年）
- 全国日本学士会 アカデミア賞（1982年）
- 建設省第5回都市公園等コンクール 建設大臣賞（1989年）：大仙公園日本庭園
- ヴェルツブルク市日本庭園 日本造園コンサルタント協会賞特別賞（1990年）
- 大阪市民表彰（1991年）
- 日本造園学会 上原敬二賞（1994年）
- 正五位勲三等瑞宝章（1995年）

## 著書
- 京の名庭 保育社カラーブックス（1963年）
- KYOTO GARDENS 保育社カラーブックスENGLISH EDITION（1965年）

上記「京の名庭」の英語版。